# Dopsin
Dopsin je naselje u sastavu Općine Vladislavci, u Osječko-baranjskoj županiji.

## Stanovništvo
Prema popisu iz 2011. naselje je imalo 482 stanovnika.
| broj stanovnika | 517   | 666   | 481   | 643   | 728   | 745   | 695   | 852   | 825   | 776   | 849   | 658   | 678   | 647   | 545   | 482   | 374   |
|                 | 1857. | 1869. | 1880. | 1890. | 1900. | 1910. | 1921. | 1931. | 1948. | 1953. | 1961. | 1971. | 1981. | 1991. | 2001. | 2011. | 2021. |

## Šport
Od 2008. godine u naselju djeluje nogometni klub NK Goleo Dopsin. 50-ih godina 20. stoljeća, postojao je nogometni klub NK Stojanović Rade Dopsin.

## Povijest
Dopsin je bio posjed Ivanovaca koji je od Horvata (Novih Mikanovaca) i Velikog Sela (Ivankova) bio udaljen svega dvadesetak kilometara. Dopsin se spominje kao svojina Ivanovaca 1263. godine (“križnici iz Dopsina”) i 1300., i to oko rječice Vuke. Danas južno od sela Dopsina kod Hrastina veliko poljoprivredno zemljište okolni stanovnici nazivaju Ivanovci, a most na Vuki “mostom na Ivanovcima”. Nije poznato kad su Ivanovci dobili ovaj posjed, a ni kad su ga ni kako izgubili. Godine 1361. ban Mačve Nikola I. Gorjanski držao je skupštinu Srijemske županije in villa Dobsa (u selu Dopsi) pa je vjerojatno već tada taj posjed pripadao Gorjanskomu. U 15. stoljeću vlasnikom bivšeg ivanovačkog posjeda bila je susjedna velikaška porodica Korođ, iz utvrđenog grada Korođa blizu Osijeka. Iako je ovo područje bilo u vrijeme turske vlasti opustošeno, ipak se na dopsinskom posjedu održao jedan srednjovjekovni objekt: kapela u selu Koprivni. Kapela je jednobrodna s polukružnim svetištem. Zidovi su joj debljine 1 m, a na južnom pročelju ima romanički portal. Na zapadnom, glavnom pročelju nema ni vrata ni prozora. Zazidani lukovi na toj strani, kao i uske stube u sjevernom zidu, odaju da je kapela bila spojena s nekom zgradom. Prema tradiciji, a i prigradnji u svetištu, kapela je služila Turcima (kao džamija?), a 1757. godine je obnovljena i pretvorena u pravoslavnu kapelu Rođenja Presvete Bogorodice. Nema razloga ne vjerovati da je ta kapela jedini ostatak ivanovačkog sjedišta na dopsinskom posjedu.